# Dupont Circle (Metro de Washington)
Dupont Circle es una estación subterránea en la línea Roja del Metro de Washington, administrada por la Autoridad de Tránsito del Área Metropolitana de Washington. La estación se encuentra localizada en 1525 20th St. NW en Washington D. C.. La estación Dupont Circle fue inaugurada el 17 de enero de 1977. 

## Descripción
La estación Dupont Circle cuenta con 1 plataforma central. La estación también cuenta con 16 espacios para bicicletas con 12 casilleros.

## Conexiones
La estación cuenta con las siguientes conexiones de autobuses: 
- Rutas del MetroBus